# Королевский датский монетный двор
Королевский монетный двор (дат. Den Kongelige Mønt) — датское государственное предприятие, изготавливавшее монеты и банкноты.
Чеканка датских монет начата в X веке в Хедебю, при короле Свене I Вилобородом. В течение длительного времени монеты чеканились на нескольких монетных дворах, в том числе частных, находившихся в различных городах. В 1739 году монетный двор в Копенгагене, работавший как арендное предприятие, преобразован в Королевский монетный двор. В 1849 году управление двором передано Министерству финансов Дании. С 1864 года — единственный монетный двор Дании. С 1975 года двором управляет Национальный банк Дании.
Монетный двор неоднократно менял местоположение. С марта 2012 года он находится в здании Национального банка.
Двор изготавливал монеты и банкноты, находящиеся в обращении в Дании, Гренландии и на Фарерских островах, а также медали. Обозначение монетного двора на монетах — сердце.
В 2014 году Национальный банк объявил, что в связи с продолжающимся в течение нескольких лет устойчивым падением спроса на наличные деньги выпуск датских монет и банкнот на датском монетном дворе будет прекращён в связи неоправданными, по мнению банка, затратами на поддержание собственного производства. Размещение заказов на производство монет и банкнот будет производиться впредь по результатом конкурсов. Первый такой конкурс, на изготовление датских монет, был проведён в декабре 2015 года. 31 декабря 2016 года Королевский монетный двор прекратил изготовление монет и банкнот.